# Ханномурена
Ханномурена (лат. Channomuraena vittata) — вид лучепёрых рыб семейства муреновых (Muraenidae). Распространены в тропических водах всех океанов. Максимальная длина тела 150 см. Морские придонные рыбы.

## Описание
Максимальная длина тела 150 см, обычно до 80 см. Тело длинное, угреобразной формы, толстое и мускулистое. Кожа голая, покрыта слизью. Анальное отверстие расположено в задней трети тела. Голова большая. Маленькие глаза расположены около окончания рыла. Задние ноздри перед передним краем глаза вытянуты в короткую трубку. Рыло короткое, нижняя челюсть выступает вперёд. Челюсти очень длинные и широко расставлены кзади. Многочисленные зубы мелкие, заострённые, одинакового размера. На верхней и нижней челюстях расположены в 3—6 поперечных рядов. Около 9 зубов на межчелюстной кости. На сошнике зубы расположены в 2—3 ряда. Спинной и анальный плавники сдвинуты далеко к задней части тела, короткие и низкие, малозаметны. Тело и голова от бледно-коричневого до красновато- или тёмно-коричневого цвета. Вокруг всего тела и головы за глазами проходят 13—16 широких полос коричневого или тёмно-оливкового цвета, иногда с бледными краями.

## Биология
Морские придонные рыбы. Обитают на внешних склонах рифов на глубине от пяти до 100 м. Ведут скрытный одиночный образ жизни. В дневное время прячутся в расщелинах и под уступами скал; охотятся ночью. Описана интересная особенность данного вида — при опасности могут расширять голову, сходно с коброй.

## Ареал
Распространены в тропических водах всех океанов, за исключением восточной Пацифики. Поскольку ханномурена является довольно редким и скрытным видом, то места обнаружения разбросаны довольно неравномерно по всему ареалу. Западная часть Атлантического океана: Бермудские и Багамские острова, Мексиканский залив от северо-запада Куба, Карибское море от Пуэрто-Рико до Колумбии, у берегов Бразилии. Восточная Атлантика: острова Вознесения Зелёного мыса, Сан-Томе, Аннобон. Индо-Тихоокеанская область: Маврикий, Реюньон, Тайвань, Палау, Кирибати, Микронезия, Бали, Гавайские острова.